# 피지의 국기

피지의 국기 비율 1:2

피지의 국기는 1970년 10월 10일에 제정되었다. 하늘색 바탕에 왼쪽 상단에는 영국의 국기가 그려져 있으며, 오른쪽 하단에는 피지의 국장의 방패가 그려져 있다. 하늘색은 태평양을 의미하며, 영국의 국기는 이 나라가 영국 연방의 일원임을 의미한다.
1987년에 피지가 공화국임을 선언한 이후에도 영국의 국기 디자인은 없어지지 않았다. 이로 인해 국기를 변경해야 한다는 의견이 있었다. 2015년 2월에는 영국의 국기 디자인을 없앤 새 국기 디자인을 제작할 계획을 세웠지만 2016년 8월 17일에 피지 총리가 국기 디자인 변경 계획을 철회했다.

## 색상
| 색상 | 파랑               | 빨강                | 하양                  | 하늘                  |
| ---- | ------------------ | ------------------- | --------------------- | --------------------- |
| RGB  | 0–40–104 (#002868) | 206–17–38 (#CE1126) | 255–255–255 (#FFFFFF) | 104–191–229 (#68BFE5) |

## 이외의 기

상선기
정부기
해군기
공군기
대통령기

## 과거의 기

1871-1874
1877-1883
1883-1908
1908-1924
1924-1970

## 같이 보기
- 하와이 주의 기 - 피지와 마찬가지로 영국 연방의 일원이 아니지만 영국의 국기가 들어있다.